# Guardiola Fantoni
Guardiola Fantoni es el nombre con el que se conoce a la ganadería brava española de los Herederos de don Salvador Guardiola Fantoni y que está inscrita dentro de la Unión de Criadores de Toros de Lidia. Los toros de este hierro, que pertenecen al encaste Villamarta, pastan en las fincas de El Toruño (Utrera, Sevilla) y Dehesa el Viar (Almadén de la Plata, Sevilla).
La ganadería tomó su antigüedad tras lidiar un encierro completo en la Plaza de toros de Madrid el 23 de septiembre de 1945 y la divisa es de color verde botella y oro viejo; señalándose las orejas de las reses con zarcillo en ambas. La última corrida que lidió esta ganadería fue en el año 2014 por lo que algunos autores la dan por desaparecida.

## Origen "Villamarta"
El encaste Villamarta nace del cruce que se realiza entre los toros de procedencia Vistahermosa con los de Vázquez y que fue creado entre 1914 y 1928 por Álvaro Dávila y Agreda, marqués de Villamarta, a la hora de conformar su ganadería. El aristócrata sevillano realizó varias compras de ganado entre estos años, principalmente de la vacada de Patricio Medina Garvey así como del Conde de la Corte, Viuda de Murube, Félix Urcola, Fernando Parladé o Luis Carvajal, entre otros; generando un fenotipo racial propio y distanciado del resto de encastes que existían en el momento.
A la muerte de marqués en 1933, los toros pasaron a nombre de su viuda quien mantuvo la ganadería hasta 1941. Será en este momento cuando los herederos dividan la ganadería y empiecen a vender las distintas partes que les había correspondido en la testamentaría familiar; siendo Álvaro Dávila Garvey el encargado de mantener el hierro originario y manteniéndolo en las décadas siguientes.

## Historia de la ganadería
La historia de esta ganadería se  inicia en 1942 cuando el empresario sevillano Salvador Guardiola Fantoni compra la ganadería a Álvaro Figueroa y Alonso-Martínez, II marqués de Villabrágima, que había conformado su propio hierro tras haberse hecho con las reses que tenía María Dávila Garvey, a quien le correspondió por herencia la quinta parte de la ganadería de sus padres, los marqueses de Villamarta. Tan solo dos años más tarde, en 1944, Guardiola se hacía con otra punta de ganado de este mismo hierro, esta vez con las reses que tenía en su poder Concepción Dávila Garvey; lo que le terminaría por convertir a él y su familia en "la gran depositaria del encaste Villamarta".
Estas compras permitieron a la familia Guardiola crear dos hierros diferenciados con los que mantener abiertas las distintas líneas de consanguinidad. De un lado, se disponía del hierro de Guardiola Fantoni y, del otro, la ganadería con el hierro que éste ponía a disposición de sus hijos: los hermanos Guardiola Domínguez. Unas vacadas que, asimismo, terminarían por originar nuevos hierros que compartían una misma base genética: Guardiola, propiedad de Salvador Solís; Javier Guardiola Domínguez; o Puerto Frontino, propiedad de Alfonso Guardiola Domínguez.
El posicionamiento de la ganadería a nivel nacional iba aparejado al ascenso social del propio ganadero así como al triunfo del hierro de su hermano, Juan Guardiola Fantoni, que había conseguido debutar en Las Ventas con una corrida lidiada por Cagancho, Mariano García y Antonio Calderón Caro. Asimismo, en esos años, la ganadería gozaba de especial popularidad, celebrando tentaderos en la finca Caño Navarro con distintas personalidades del mundo de la política como los embajadores de Portugal, Brasil y Perú además de Esperanza de Orlenas y Pedro de Braganza, así como personalidades del mundo del toro y de la sociedad sevillana como Rafael Ortega, Joaquín Murube, Ramos Paúl o Medina Vilallonga.
El debut de la ganadería en la Plaza de toros de Madrid llegaría el 23 de septiembre de 1945. Se trataba de una corrida de toros con la que el hierro sevillano tomaría su antigüedad y lo haría con tres primeros espadas del momento como eran Pepe Luis Vázquez, el mexicano Carlos Vera Cañitas y Luis Miguel Dominguín. A pesar de las posibles expectativas, el juego de los toros no fue el esperado a los ojos de la crítica, quien consideró que los guardiolas "carecieron de alegres y francas embestidas", además de costarle al torero mexicano una cornada en el primero de su lote y por la que hubo de pasar a la enfermería. El propio Vázquez, en la entrevista concedida al El Ruedo consideraba cómo "los toros resultaron muy quedados, con excelentes solomillos pero sosos y desprovistos de bravura. Por sus muchas carnes llegaron a la muerte casi todos con evidentes muestras de aplomamiento".
Sin embargo, y a pesar del juego que dieron los toros en esa jornada, la ganadería mantuvo una posición privilegiada a lo largo de la década de los cuarenta y cincuenta, siendo uno de los hierros preferidos por las figuras y por la afición, debido al juego así como a la presentación de las reses. De esta manera, en 1958, encabezada junto a Alipio Pérez Tabernero, el ranking de las ganaderías que más habían lidiado a lo largo de la temporada: un total de 73 toros y 48 novillos. De igual modo, los sesenta serían buenos años para los toros de Salvador Guardiola que veía anunciado su hierro en las principales plazas del país junto a los toreros más importantes de su tiempo, que cosechaban grandes triunfos gracias al juego de las reses; como la corrida que se lidió el 20 de julio de 1969,  en la Plaza de toros de Tarragona, donde José Fuentes, José Manuel Inchausti Tinín y Miguel Márquez cortaron un total de seis orejas y un rabo.
Como ganadería de prestigio y en boga, el hierro sevillano acudió en diversas ocasiones a la celebración de la corrida organizada por la Asociación de la Prensa de Madrid. Entre las recordadas, la que tuvo lugar en 1960, donde se llevó un toro sin despuntar para rejones que lidió el primogénito de la casa, el rejoneador Salvador Guardiola Domínguez; siendo los toros para la lidia a pie de la ganadería de Alipio Pérez-Tabernero y que estoquearon Manolo Vázquez, Gregorio Sánchez y Luis Alfonso Garcés. Destacada fue la participación de los guardiola en la tradicional Corrida de la Prensa de 1977. Se trataba de un encierro que devolvía la presencia de este hierro a la Plaza de toros de Madrid y que, en opinión del crítico taurino Joaquín Vidal, no eran "toros-catedrales; no no toros a la desesperada -ni sería bueno que lo fuesen-, sino una corrida pareja, hecha, seria, con edad, trapío y pitones en sus carnes, para que tenga movilidad". Una corrida de toros que fue lidiada por Jaime Ostos, José Luis Galloso y Gabriel Puerta.
La década de los ochenta sirvió para mantener el pulso de la ganadería aunque sin el éxito rotundo de otros tiempos. Aun así, los toros de Guardiola protagonizaban tardes significativas como la del 14 de mayo de 1989 en la Plaza de toros de Nímes donde Nimeño II, tras ser herido Víctor Mendes, lidió la corrida completa, cortando cuatro orejas y saliendo a hombros por la Puerta de los Cónsules junto al mayoral de la ganadería, Luis Saavedra. Una hazaña que el diestro francés repetiría el 19 de julio con un toro de Guardiola Domínguez; y otras cuatro orejas, en un mano a mano con Ruiz Miguel, al día siguiente. En los noventa, corridas como la que lidiaron en Las Ventas Víctor Puerto, Francisco Rivera Ordóñez y Julián López El Juli forman parte de la historia ganadera de los Guardiola, que sirvió para consagrar su fama así como la carrera del propio Juli, que recibió una fuerte cornada de uno de los de Guardiola Domínguez.

### Desaparición
La ganadería sevillana se despedía de la afición en la temporada de 2014, cuando lidió las últimas corridas de toros que había en El Toruño. En el mes de julio lidiaba por última vez hasta la fecha una novillada en la Plaza de toros de Sevilla y en la que participaron los diestros Díaz Cruz, Juan Carlos Carballo y Carlos Corradini, quien cortó la única oreja del encierro. Una tarde en la que, según Carlos Crivell, "se cerraba una parte bonita de la historia de la ganadería brava [...] Guardiola es historia". Más tarde, el 10 de agosto de 2014, cerraba su historia en la Plaza de toros de Madrid, con una corrida complicada y que fue remendada con dos toros de la ganadería del Conde de la Maza:
Esta que fue la última corrida de villamartas que los Guardiola lidiaban en Madrid no pudo jugarse completa. Solo cu atro toros pasaron reconocimiento. Fueron y salieron muy desiguales. Los cuatro se soltaron por detrás de los dos del Conde de la Maza que completaron sexteto. [...] Quedó claro que la corrida de despedida de Madrid fue más un cuarteto de sobrantes que otra cosa. Suelen ser más tristes los finales de una ganadería que sus principios.
Esta corrida fue estoqueada por los diestros Eugenio de Mora, quien cortó una oreja en su primero y dio una vuelta al ruedo tras petición en el segundo de su lote; el cacereño Jairo Miguel, quien obtuvo silencio en sus dos toros; y el jiennense José Carlos Venegas, quien recibió una ovación tras el sexto de la tarde y que fue intervenido en la enfermería por una "herida por asta de toro de 15 centímetros".

### Características
Los toros de Guardiola Fantoni, por su origen genético, tienen unas características morfológicas concretas que vienen determinadas por el encaste Villamarta. Según la legislación española vigente, las reses de este hierro están determinadas por ser:
- Animales hondos, largos, bien enmorrillados, con tercio posterior bien proporcionado y con frecuente incurvamiento dorsolumbar (lordosis).
- Buen desarrollo de defensas, a veces cornalones y astifinos, con mirada expresiva y manifiesta papada.
- Pintas negras, aunque a veces se dan tostados, castaños y cárdenos. Como accidentales destaca la presencia de mulatos, chorreados, calceteros, coliblancos, bragados, meanos, jirones, luceros, facados, estrellados y caribellos, entre otros.

### Toros célebres
| Nombre       | Número | Peso | Color         | Fecha de lidia       | Plaza de toros                   | Torero               | Observaciones |
| ------------ | ------ | ---- | ------------- | -------------------- | -------------------------------- | -------------------- | --- |
| Reposado     | 113    | -    | -             | 12 de julio de 1969  | Plaza de toros de Pamplona       | Paco Ceballos        | Durante el encierro, el toro hirió de muerte a Hilario Pardo, de 45 años.                                                                           |
| Escondidillo | -      | -    | -             | 1975                 | Plaza de toros de Sevilla        | -                    | |
| Comando gris | 109    | -    | Colorado      | 15 de abril de 1977  | Plaza de toros de Sevilla        | -                    | Premiado con la vuelta al toro en el arrastre y triunfador como toro más bravo de la Feria de Abril de ese año.                                     |
| Soplapoco    | 48     | 605  | Negro         | 14 de mayo de 1989   | Plaza de toros de Sevilla        | Nimeño II            | Premiado con la vuelta al ruedo en el arrastre y al que el diestro francés le cortó las dos orejas.                                                 |
| Salero       | -      | -    | -             | 1980                 | Plaza de toros de Madrid         | -                    | |
| Antioquío    | -      | -    | -             | 13 de julio de 1980  | Plaza de toros de Pamplona       | -                    | Por la mañana este toro fue el encargado de dar muerte a dos correderos del encierro: José Antonio Sánchez Navascués y Vicente Risco Sierra.        |
| Flirteado    | -      | -    | -             | 1985                 | Plaza de toros de Barcelona      | -                    | |
| Carasucia    | -      | -    | -             | 8 de julio de 1987   | Plaza de toros de Pamplona       | Morenito de Maracay  | Corrido en quinto lugar, fue premiado con el Trofeo Carriquiri.                                                                                     |
| Abeja        | 77     | 600  | Negro         | 8 de julio de 1988   | Plaza de toros de Pamplona       | Paco Alcalde         | Corrido en cuarto lugar, fue premiado con la vuelta al ruedo y considerado como el toro más bravo de la feria; premiándose con el Trofeo Carriquiri |
| Ricolata     | -      | -    | -             | 8 de julio de 1988   | Plaza de toros de Pamplona       | -                    | Premiado con el Trofeo Carriquiri |
| Fuentechica  | 103    | 427  | Negro         | 27 de agosto de 1988 | Plaza de toros de Almería        | Vicente Ruiz El Soro | Lidiado en sexto lugar, fue premiado con la vuelta al ruedo en el arrastre después de haberle cortado el diestro valenciano las dos orejas          |
| Clavelito    | 35     | -    | Negro bragado | 17 de julio de 1990  | Plaza de toros de Mont-de-Marsan | Manuel Ruiz Manili   | Toro premiado con una ovación en el arrastre y considerado como el triunfador de la corrida concurso                                                |
| Florista     | 22     | 529  | Negro bragado | 2 de mayo de 1993    | Plaza de toros de Sevilla        | Pepe Luis Vázquez    | Lidiado en segundo lugar fue considerado el toro más bravo de la Feria de Abril de ese año.                                                         |
| Banderito I  | 134    | 605  | Negro         | 10 de agosto de 2014 | Plaza de toros de Madrid         | José Carlos Venegas  | Último toro de la ganadería de Guardiola Fantoni lidiado en la Plaza de toros de Madrid.                                                            |
| Fuentes:     |        |      |               |                      |                                  |                      | |

## Sanfermines
La ganadería utrerana de Salvador Guardiola está considerada como uno de los hierros tradicionales de los sanfermines, por haber participado en más de una treintena de ocasiones en la feria pamplonesa y por ser, hasta el momento, la ganadería que más muertes ha provocado durante las carreras del encierro. De esta manera, fue una de las ganaderías habituales desde los años 40 y hasta 1999, momento en el que participó por última vez.

### Años 40
La primera comparecencia de los toros de Guardiola en las calles de Pamplona tuvo lugar el 10 de julio de 1949. Se trataba de la última corrida de la feria, amenazada por la lluvia, y que lidiaron los diestros Julián Marín, Pepe Dominguín y Luis Miguel Dominguín. El cronista de El Ruedo comentaba cómo la corrida de los guardiolas resultó "la más dura de la Feria, por el volumen - fue, con mucho, la de más peso - y poderío de las reses". De tal manera, destacaron el segundo y el cuarto de la tarde por bravos, mientras que el resto "fueron de mucho genio, broncos, y de todos, el peor, el último". Sin embargo, Marín terminó por conseguir una ovación en el primero de su lote; el mayor de los Dominguín una ovación y palmas; y vuelta al ruedo y palmas para Luis Miguel.

### Años 50
Los toros sevillanos de Salvador Guardiola participaron en numerosas ocasiones a lo largo de la década de los cincuenta, corriendo por las calles de Pamplona hasta en seis ocasiones diferentes. En 1950, las toros de El Toruño  fueron lidiados en esta ocasión por Julián Marín, Paco Muñoz y Manolo González, y estuvieron marcados por un áspero comportamiento:
"Se dio el domingo la tercera de feria, con ganado de don Salvador Guardiola Fantoni, de Sevilla, que dio un promedio superior a los 300 kilos en canal y mucho que hacer a los toreros, a causa del genio y fuerte temperamento que sacaron los toros. Fuera del primero, que fue suave y pastueño, con el que Julián Marín tuvo un gran éxito, con corte de la primera oreja que se ha concedido hasta ahora. Los otro cinco ofrecieron no pocas dificultades para sacar de ellos el partido preciosista a que se ha acostumbrado el público".
Tras dos años de ausencia, el 7 de julio de 1953 los toros del hierro de Guardiola volvían a la capital de Navarra, protagonizando un encierro bastante peligroso. De tal manera, la prensa de la época informaba cómo "los toros de Guardiola menudearon las carreras y revolcones y causaron algunos heridos entre el mocerío navarro". Por la tarde, los toros ofrecieron un buen juego para los tres diestros, Jesús Córdoba, que cortó dos orejas; Julio Aparicio, que cortó otras dos en su primero; así como para Isidro Marín, que se hizo con un apéndice del sexto de la tarde. Una corrida que estuvo marcada, también, por las representaciones públicas que asistieron al festejo, entre ellas el ministro de Obras Públicas, José María Fernández-Ladreda, la esposa de Zenón Noriega, presidente del Perú, así como el embajador de Cuba en España.
En 1954 los toros de Guardiola corrieron la mañana del día 11 aunque, por motivos de la lluvia, la corrida tuvo que supenderse y celebrarse días más tarde, el 17 de julio. En esta ocasión se anunciaron siete toros, seis para la lidia a pie y uno para rejones, que estoquearía el caballista Ángel Peralta. El toro de Peralta, de nombre Veraneante protagonizó el desarrollo del festejo, saltando hasta en cinco ocasiones al callejón y teniendo que ser estoqueado allí mismo al no poder hacerle salir de nuevo al ruedo. Par la lidia ordinaria los diestros Rafael Ortega, Julio Aparicio y el tudelano Isidro Martín tuvieron que vérselas con "una corrida de Guardiola que no fue buena para los de a pie porque los toros aprendían a defenderse pronto y, con expeción del tercero, cuando embestían lo hacían, la mayor parte de las veces, en arrancadas cortas y con tendencia a la huida". La presencia de Guardiola Fantoni en los Sanfermines de 1955 estuvo marcado por la falta de remate que tuvieron los toros del hierro utrerano. Así, el cronista aseguraba que "las reses no aumentaron lustre al historial de la ganadería. Estos toros de Guardiola no respondían al tipo conocido de la ganadería".  En esta ocasión se abría el cartel con un novillo para el rejoneador Ángel Peralta que cortaba dos orejas al astado mientras que para la lidia a pie intervinieron Manolo Vázquez, Antonio Chenel Antoñete y Carlos Corpas, que saldó su actuación con una oreja al primero de su lote.

El 7 de julio de 1957 la ganadería sevillana de los Guardiola se encargaba de abrir el ciclo de la Feria de San Fermín con una carrera que estuvo marcada por el tapón que se originó en el acceso al ruedo de la Plaza de toros de Pamplona, con multitud de corredores hacinados en el suelo y las toros y cabestros saltando por encima de los mozos.
"Doce horas antes [de la corrida] la puerta grande de la Plaza de toros de Pamplona había encuadrado un dramático aspecto del singular encierro, aspecto que, por fortuna, cambió de signo y no desembocó, después de momentos de punzante angustia, en tragedia. Docenas y docenas de muchachos quedaron amontonados a la entrada del ruedo y los toros de Guardiola tuvieron que pisotear aquella masa humana para poder librarse del sofoco que aquellas gentes representaban aún para la más brava de las reses de lidia del campo andaluz"
El accidente ocurrido no impidió que los toros ofrecieran un buen juego para los tres espadas actuantes que debutaban aquella tarde en la plaza navarra: Guillermo Carvajal, que cortó tres orejas; Jaime Ostos, que cortó una oreja; y Fermín Murillo, que cortó otros dos apéndices. Mejor fortuna tendría Ostos que torearía al día siguiente, en la corrida de Manuel Arranz, y donde cortó cuatro orejas y un rabo.
Seis toros de Guardiola Fantoni volvieron a correr por las calles pamplonesas en julio de 1958. El día de San Fermín, 7 de julio, los astados de la ganadería de Utrera tardaron cinco minutos en completar todo el recorrido del encierro y lo hicieron bajo la lluvia, convirtiéndolo en "uno de los mejores encierros de todos los tiempos". Por la tarde se encargaron de lidiar esos toros los toreros Marcos de Celis, Gregorio Sánchez, que cortó dos orejas, y el sevillano Juan González El Trianero, que debutaba en Pamplona y suponía su segunda corrida tras haber tomado la alternativa.

### Años 60
Tras varios años de ausencia en la feria, la ganadería volvía a Navarra el 11 de julio de 1965. En aquella ocasión Salvador Guardiola envió seis toros: Rano, negro bragado de 478 kilos; Hablapocos, número 119, negro de 480 kilos; Bailaor, número 80, negro; Rosetón, número 56, de 510 kilos; Aldeanegro, número 9, negro bragado, de 506 kilos; y Zorro negro, número 10. Seis ejemplares que lidiaron Fermín Murillo, Andrés Hernando y Manuel Lara El Jerezano.  Una corrida que se completó con un toro para rejones del Marqués de Domecq y que salvo este animal, que lidió Álvaro Domecq, "tuvo respeto, fue difícil para los toreros [y] en ningún momento los siempre encastados bureles sevillanos se emplearon plenamente".
En los sanfermines de 1966 los toros sevillanos de Guardiola no corrieron el encierro aunque sí estuvieron presentes en la feria mediante la novillada que se celebró en la mañana del 10 de julio. Cuatro novillos que fueron estoqueados en solitario por Félix Marcos Marquito ya que el otro actuante, el malagueño Paco Ceballos, fue herido durante la lidia del primero y tuvo que pasar a la enfermería.
Para cerrar la Feria del Toro de 1968, el día 14 de julio, la Casa de la Misericordia contrató la corrida de Guardiola en sustitución de la corrida que se había anunciado de José Luis Osborne. En la Plaza de toros de Pamplona los toros resultaron "grandes, pegajosos y con nervio, que exigieron en todo momento una lidia de comprensión más accesible para el aficionado.de solera que para el público jubiloso". Una corrida que tuvieron que lidiar el maestro Antoñete, Dámaso Gómez y Manolo Cortés.

Especialmente sangriento resultó el encierro del 12 de julio de 1969, en el que los toros de Guardiola protagonizaron una carrera compleja y que dejó varios heridos de gravedad y un muerto. El toro Reposado, número 113, a la altura de la Cuesta de Santo Domingo derrotaba y embestía a un mozo, Hilario Pardo, al que "levantó como un muñeco de trapo por la axila derecha y le estrelló de cabeza contra el muro de la antigua muralla", muriendo al instante. Muy grave quedó otro corredor, Ángel Zamora, que fue corneado "brutalmente en el vientre, interesándole la herida el paquete intestinal, con fractura de hígado y costillas". En la Plaza de toros, por la tarde, los encargados de estoquear la corrida fueron los diestros José Fuentes, Paco Ceballos y El Macareno, quien cortó una oreja en el primer toro de su lote. El crítico taurino Jesús Sotos advertía de las precauciones que se tomaron los tres toreros ante las complicaciones que los toros ofrecieron en la plaza y en vista a lo ocurrido por la mañana en el encierro:
"Pero, en honor a la verdad, es que los toros no se han prestado a fiorituras ni filigranas. Había que andarse con mucho cuidado para que el número de por la mañana no se repitiera luego en la plaza, sobre la arena"

### Años 70
Ausentes durante algunos años, el hierro de los guardiolas no volvió a figurar entre las ganaderías reseñadas para Pamplona hasta 1972. El 14 de julio de ese año los seis toros estuvieron despuntados para ser lidiados en la corrida de rejones de la feria y que lidiaron Ángel Peralta, Álvaro Domecq, José Samuel Lupi y Rafael Peralta.  En 1973, los toros de Salvador Guardiola corrieron en sustitución de la corrida del Conde de la Corte y fue lidiada, mano a mano, por Ruiz Miguel y Raúl Aranda tras haber caído herido en su primer toro el malagueño Antonio José Galán. Ricardo Díaz-Manresa explicaba cómo "los de Guardiola sacaron presencia y pitones y no demasiada fuerza"; siendo el primero, quinto y sextos, muy nobles; el segundo peligroso por el pitón derecho; el tercero, amorcillado; y el cuarto ilidiable. Asimismo, destacó la mala práctica de los picadores: "seguimos con la funesta manía de asesinar en la primera vara".
Repitieron los toros de El Toruño en el cierre de los sanfermines de 1974. En esta ocasión los encargados de estoquear los seis ejemplares que corrieron por las calles pamplonesas fueran los toreros Manolo Cortés, Raúl Aranda y Paco Bautista. En esta ocasión, el juego que ofrecieron los toros respondían a la fama que les antecedía: "fuertes, duros y encastados, que pelearon bien con los caballos y llegaron al último tercio enteros y pidiendo lidia y pelea. Un encierro, en suma, con mucho que torear". En este caso, Cortés, obtuvo silencio y pitos como resultado artístico; silencio en su lote Aranda, que vestía de nazareno y oro; y una oreja en el sexto para Paco Bautista.
La Casa de la Misericordia anunció a los toros de Salvador Guardiola para el 9 de julio de 1978, una corrida que tendrían que lidiar Manolo Cortés, Ruiz Miguel y el salmantino Julio Robles. Sin embargo, los acontecimientos políticos que tuvieron lugar en los sanfermines de ese año determinaron la suspensión de toda la feria por lo que no pudo celebrarse el festejo. En 1979, solo 3 toros de Guardiola Fantoni corrieron por Pamplona, completándose el encierro con otros tres ejemplares de la ganadería familiar de Guardiola Domínguez; y que fue lidiada por José Antonio Campuzano, Francisco Núñez Currillo y José Luis Palomar.

### Años 80
El toro Antioquío fue el protagonista del encierro del 13 de julio de 1980. Un astado del hierro de Guardiola Fantoni y que dejó dos muertos sobre las calles de Pamplona: José Antonio Sánchez, de 26 años, en la Plaza del Ayuntamiento, y Vicente Risco, de 29 años, en la Plaza de toros. El toro Patrioto, además, protagonizó también uno de los momentos destacados de la mañana, permaneciendo en el ruedo más de siete minutos antes de entrar a los corrales.  Por la tarde los encargados de dar lidia y muerte a los seis morlacos fueron los diestros Manolo Cortés, José Antonio Campuzano y Tomás Campuzano.
Volvieron los toros de Villamarta a Pamplona el 9 de julio de 1984. En esta ocasión la carrera de los astados se completó en 3 minutos y 10 segundos sin dejar ningún herido por cornada en el encierro. Por la tarde, los toreros actuantes ante los animales de Guardiola fueron el alicantino José María Manzanares, Tomás Campuzano, que cortó dos orejas; y Vicente Ruiz El Soro que resultó herido en su primer toro.
José Ortega Cano, Pepín Jiménez y Víctor Mendes fueron los tres diestros anunciados para estoquear la corrida del 8 de julio de 1985, herrada con la marca de Guardiola Fantoni. Fieles a la cita, los toros de la casa volvieron a correr en Pamplona en la misma fecha en 1986, corriendo por las calles de Pamplona en una marca de 4 minutos y 8 segundos; y siendo lidiados por la tarde, en la Plaza de toros, por José Antonio Campuzano, Ortega Cano y Lucio Sandín.
Manteniendo la fecha, en 1987 los guardiolas completaron el recorrido del encierro en 4 minutos y 37 segundos, dejando hasta un total de 4 heridos por asta de toro durante la carrera de las reses con los mozos. En aquella ocasión fueron José Antonio Campuzano, Morenito de Maracay y Emilio Oliva los encargados de estoquear las reses; tocándole en suerte al torero venezolano la lidia de Carasucia, número 69, considerado como el toro más bravo de la feria y premiado con el Trofeo Carriquiri de la Casa de Misericordia.
Los sanfermines de 1988 contaron una vez más con los toros de encaste Villamarta por las calles de la capital navarra aunque, en esta ocasión, fueron solamente 5 toros de Guardiola Fantoni los encargados de correr el encierro, completándose el lote de los toros con un ejemplar de Guardiola Domínguez; y que estoquearon, por la tarde, Paco Alcalde, Tomás Campuzano y El Soro. En julio de 1989, Roberto Domínguez, Víctor Mendes y Emilio Oliva fueron los encargados de matar la corrida de Guardiola.

### Años 90
La década de los noventa traería consigo varios encierros de Guardiola Fantoni durante los sanfermines. El 9 de julio de 1990, los toros sevillanos eran estoqueados por Manili, Víctor Mendes y Rafael de la Viña; y en 1991, tenía lugar uno de los encierros más recordados por su peligrosidad: un encierro que duró más de cinco minutos, con la manada disgregada, y donde se produjeron varias cornadas por los toros de esta ganadería, una de ellas a una chica de 24 años y otra a un corredor nórdico que recibió varias cornadas en el tramo de acceso al callejón de la plaza de toros, llegando a ser corneado hasta por dos toros distintos. Por la tarde, los toros fueron lidiados de muerte por los diestros José Nelo Morenito de Maracay, Víctor Mendes y Juan Cuéllar, quien cortó las dos únicas orejas de la tarde. A este cartel se sumó el rejoneador Pablo Hermoso de Mendoza quien lidió un toro de Antonio Pérez.
Especialmente rápido resultó el encierro de 1992 con los toros de Guardiola, que tardaron en completar el itinerario que hay desde los Corrales de Santo Domingo a la Plaza de toros en 2 minutos y 25 segundos. La corrida, por la tarde, no ofreció el juego esperado y lucido de otros años, resultando bajos de casta y de poco juego, según el crítico de El País, Joaquín Vidal.
La crisis de la ganadería se puso de manifiesto en la torada que Guardiola Fantoni llevó a Pamplona el 8 de julio de 1993. En esta ocasión los toros no respondieron a las expectativas en su comportamiento en la plaza aunque sí destacaron por su presentación. Para la ocasión, la Casa de Misericordia contó con Víctor Mendes, El Fundi y Paquiro para lidiar el encierro.
Tras varios años de ausencia, el 8 de julio de 1996 los toros de la ganadería de El Toruño volverían a Navarra. Para aquella tarde estaban anunciados El Fundi, Paquiro y Javier Vázquez, quienes tuvieron que hacer frente a un encierro complicado y que, por la mañana, durante el encierro, había dejado un herido por traumatismo y había tardado en entrar a los corrales de la plaza 5 minutos y 3 segundos.
Volvieron los toros sevillanos de Guardiola a las calles de Pamplona, lidiando un encierro completo en la tarde del 8  de julio de 1997. A diferencia de las complicaciones de años anteriores, los toros de El Toruño transcurrieron por las calles pamplonesas sin excesivas complicaciones, recorriendo el itinerario en 2,48 minutos, y dejando únicamente un herido por asta de toro y cuatro traumatismos debidos a caídas y golpes. Por la tarde, los toros resultaron ser, a los ojos de la crítica, "con trapío, flojos, encastados y nobles"; y correspondiendo su lidia a los toreros Juan Mora, Raúl Gracia El Tato y el murciano Pepín Liria, quien cortó la única oreja de la tarde.
Nuevamente, el 8 de julio de 1998, los guardiolas corrían por las calles de la capital navarra, tardando esta vez 2,38 minutos en completar el recorrido del encierro, desde los Corrales de Santo Domingo hasta la Plaza de Toros. Por la tarde, los seis ejemplares de la ganadería fueron lidiados por el albaceteño Manuel Caballero, el aragonés Raúl Gracia El Tato así como el diestro Javier Vázquez.
La última comparecencia de los toros de Guardiola Fantoni en las calles de Pamplona llegó el 8 de julio de 1999. En aquella ocasión los toros sevillanos tardaron tres minutos en recorrer el itinerario del encierro, causando únicamente un traumatismo a uno de los corredores. Por la tarde, la corrida no ofreció el juego esperado, resultando "justos de presencia, tres con trapío; flojos, varios inválidos, de escasa fijeza", siendo además dificultosos tanto el segundo como el sexto. Los encargados de darle lidia y muerte fueron los diestros Pepín Liria, quien únicamente obtuvo aplausos en su comparecencia; Vicente Bejarano, que recibió una cornada en la ingle y que llegó hasta el abdomen; y Eugenio de Mora, quien tras una mala tarde con las espadas, obtuvo silencio en los dos toros de su lote.

## Premios
- 1980: Premio Maestranza al toro más destacado de la feria, otorgado por la Real Maestranza de Caballería de Sevilla, por el toro Espantapájaros, lidiado el 18 de abril de 1980.[69]
- 1988: Trofeo Carriquiri, concedido por la Casa de Misericordia de Pamplona, por la corrida lidiada en 8 de julio de ese año.
- 1991: Trofeo Carriquiri, ex aqeuo con la ganadería del Marqués de Domecq, concedido por la Casa de Misericordia de Pamplona, por la corrida lidiada en 8 de julio de ese año.[70]
- 1993: Trofeo al mejor toro de la Feria, otorgado por la Peña Taurina Alcarreña, por el toro Chaparrito, número 5, lidiado el 17 de septiembre por Óscar Higares en la Plaza de toros de Guadalajara.[71]
- 1995; Trofeo al toro más bravo, otorgado por el Club taurino de Ciudad Real, por el toro Bondadoso, lidiadio el 19 de agosto de 1995.[72]
- 1998: Premio Molino de bravura, otorgado por la Delegación provincial de Educación y Cultura de Albacete, por el toro Casadero, número 62, lidiado por Rafel de la Viña.[73]
- 2011: Trofeo al Toro más bravo de la Feria, otorgado por el Colegio Oficial de Veterinarios de Málaga, por el toro Telito, número 195, lidiado por el diestro Antonio Barrera.[74]